# 関根大気
関根 大気（せきね たいき、1995年6月28日 - ）は、愛知県海部郡蟹江町出身のプロ野球選手（外野手）。左投左打。横浜DeNAベイスターズ所属。

## 経歴

### プロ入り前
小学校1年生から野球を始め春日井市の少年野球チーム、石尾台スポーツ少年団（現:高蔵寺ユナイテッドBC）に所属した。
春日井市立石尾台中学校時代には、軟式クラブチームの「守山クラブ」で投手兼中堅手としてプレー。
東邦高等学校に進学後、2年生から「1番・中堅手」としてレギュラーに定着したが、春夏を通して全国大会への出場経験はなかった。最後の夏季大会はベスト16。高校時代の通算本塁打は33本と、俊足強肩の持ち主であり厳しいトレーニングの成果で2年生の秋から28本塁打を放ったことを複数のNPB球団関係者に注目された。高校の同学年に石田健人マルク、松井聖がいる。
2013年プロ野球ドラフト会議で横浜DeNAベイスターズから5巡目で指名され、契約金3000万円、年俸550万円（金額は推定）で契約。担当スカウトは大久保弘司。入団当初は背番号「52」の着用を予定していたが、同年12月にオリックス・バファローズから移籍してきたアーロム・バルディリスが、阪神・オリックス時代に着けていた同番号を希望したため、関根の背番号を「63」に変更した。

### DeNA時代

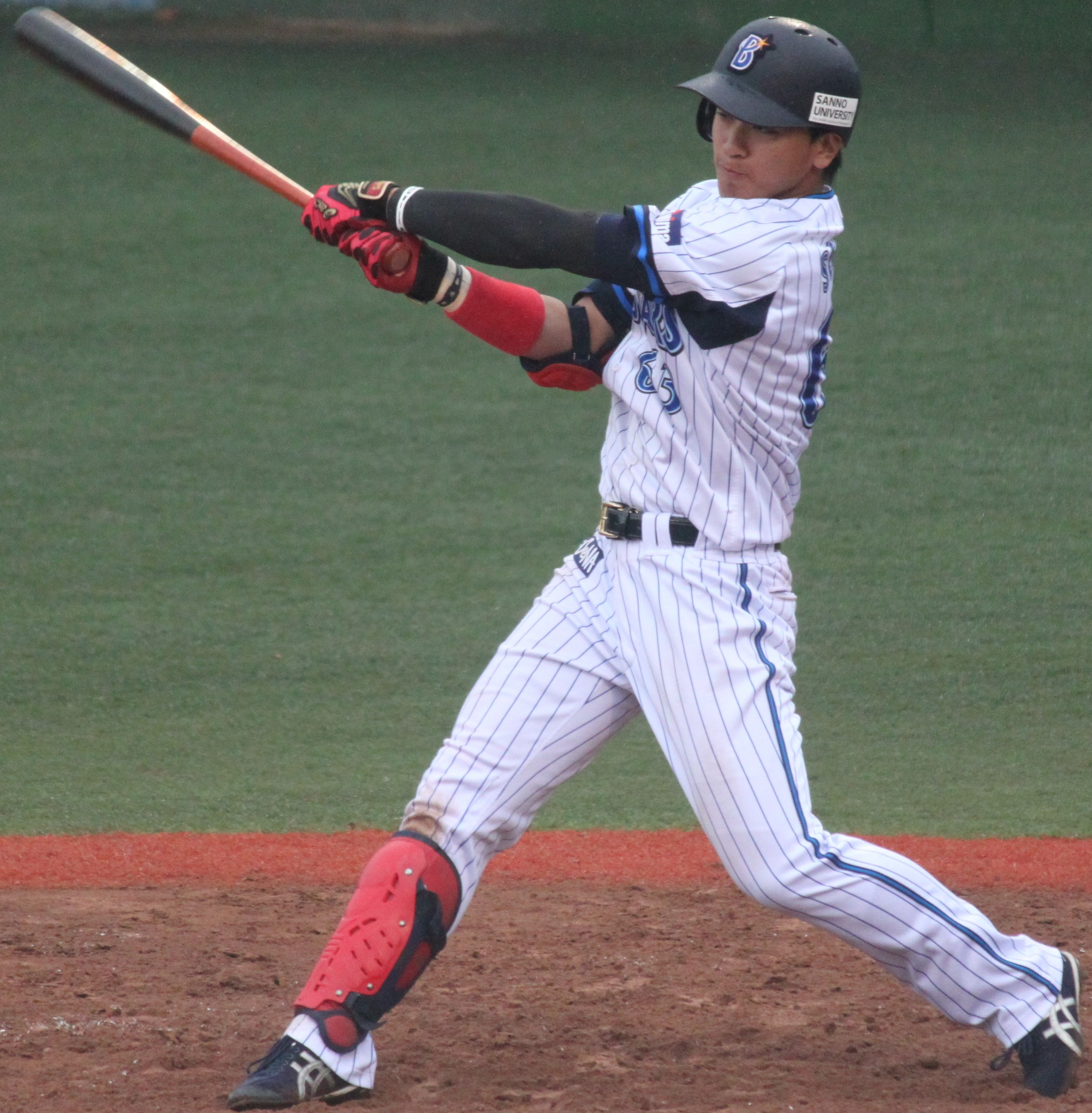
2014年5月5日 横須賀スタジアムにて

2014年は春季キャンプ前の新人合同自主トレーニングで動きの良さを首脳陣に評価されたことから、同期の高卒新人選手からただ1人、春季キャンプの一軍メンバーに抜擢された。DeNAで高卒の新人選手が春季キャンプの最初から一軍メンバーに入ったのは、横浜ベイスターズ時代の2000年に、当時の一軍監督・権藤博の方針で（高卒を含む）新人8選手を全員一軍のキャンプへ参加させて以来14年ぶりである。春季キャンプ中には、2月19日に行われた起亜タイガースとの練習試合で、9回裏一死満塁から「対外試合初安打・初打点」となるサヨナラ安打を放った。キャンプ後には一軍のオープン戦に帯同。東邦高校卒業式の翌日（3月2日）に地元のナゴヤドームで開かれた中日ドラゴンズ戦には、家族が見守る前で「1番・中堅手」で先発出場を果たした。だが4打数1安打3三振と結果を残せず、試合後に二軍での調整を命じられた。レギュラーシーズンでは、イースタン・リーグ公式戦101試合に出場。打率.271、99安打、6本塁打という好成績を残した。10月4日の対読売ジャイアンツ戦（東京ドーム）で「1番・右翼手」としてスタメン起用され一軍デビュー。第1打席で小山雄輝から一軍初安打を放つなど、2安打を記録した。オフの11月25日には、推定年俸600万円（50万円増）で契約を更改。12月には、青木宣親と共に東京都内で自主トレーニングに励んだ。
2015年は前年に続いて、春季キャンプを一軍で迎えた。オープン戦の中盤に打撃不振で二軍降格の危機に見舞われたが、開幕一軍入りを果たすと、巨人との開幕戦（3月27日・東京ドーム）の9回表に代打で出場。澤村拓一から一軍での初本塁打を放った。開幕戦での代打本塁打はセ・リーグ史上8人目で、プロ初本塁打で記録したのはリーグ史上初の快挙。また、この時点で19歳だったことから、リーグ最年少の開幕戦本塁打にもなった。その後5月22日の対阪神タイガース戦（横浜スタジアム）の9回裏に走塁ミスで左足かかとを負傷し、2日後の5月24日に出場選手登録を抹消。6月28日に再登録されたが、バッティングの調子を著しく崩したことから、以降は一軍と二軍の往復に終始した。一軍公式戦では58試合の出場で打率.222、1本塁打、10打点という成績だった。11月24日には、推定年俸1050万円（450万円増）で契約を更改。翌25日から台湾でのウィンターリーグへ派遣されたが、現地で右足を捻挫したため、期間中の12月8日に日本へ帰国した。
2016年はオープン戦で右肩を脱臼した影響で開幕一軍を逃したが、4月30日にシーズン初の出場選手登録。関根自身には「使ってもらっている立場」との自覚があったとのことだが、登録を抹消されることなくレギュラーシーズンを乗り切った。一軍公式戦では、主に代走や、左翼手の筒香嘉智に代わる守備要員として出場。7月5日の対東京ヤクルトスワローズ戦（横浜）では、筒香の代走から左翼の守備に就くと、8回裏に迎えた打席で2ランスクイズを成功。「2番・右翼手」としてスタメンに起用された9月15日の対阪神戦（甲子園）では、勝ち越しの適時三塁打を放ち、チームを勝利に導いた。前年に比べて打席数が少なく、本塁打は0に終わったが、随所で勝負強さを発揮した。チームがレギュラーシーズン3位で臨んだポストシーズンでは、巨人とのクライマックスシリーズ　ファーストステージ第1戦（10月8日）と第3戦（10月10日、いずれも東京ドーム）に途中出場。第3戦では、梶谷隆幸が1回表の打席で左手首に死球を受けたため、梶谷の代走からその裏の守備に就くと、同点の2回表一死一・二塁で迎えた打席で一時は勝ち越しとなる犠飛を放った。
2017年は開幕一軍入りを果たしたが、打率.158と打撃不振で29試合の出場に終わり、2018年も前年と同じく29試合の出場だったが、二軍で打率.308・OPS.788と好成績を残し、一軍での成績も向上した。
2019年はキャンプの紅白戦から好調だったが、途中で体調を崩したためにオープン戦未出場に終わり、開幕一軍入りを逃した。二軍では主に1番打者として83試合に出場。打率.329（リーグ2位）、12本塁打（リーグ9位）、OPS.946（リーグ1位）と好成績を記録した。しかし、一軍では自己最低の打率.038・OPS.151という成績に終わった。シーズン終了後の10月中旬から、メキシコのウィンターリーグに濱矢廣大と共に参加。所属したヤキス・デ・オブレゴンでは、主に「1番・中堅手」として55試合に出場。打率.292（リーグ13位）、0本塁打、19打点で出塁率.365（同13位）、46得点（同2位）、5三塁打（同1位）、20盗塁（同3位）とリードオフマンとしての役割を果たし、チームをレギュラーシーズン前後期ともに首位へと導いた。
2020年は二軍で打率.301・OPS.831という成績を残したが、シーズン終了まで一軍昇格はなく、プロ入り初の一軍出場なしに終わった。
2021年は巨人との開幕戦で自身初となる開幕スタメンを果たした。外国人選手の一軍合流まで主に「2番・右翼手」として先発出場した。4月9日の阪神タイガース戦では、7回裏に藤浪晋太郎から右翼スタンドへ自身プロ入り第2号となる2点本塁打を放った。レギュラー獲得には至らなかったものの、自己最多の103試合に出場し、打率.226、1本塁打、4打点の成績を残した。11月1日には右肩烏口突起移行術を受けたことが球団から発表された。11月25日に横浜スタジアムで行われた契約更改では、1200万円増の2200万円で契約を更改した。
2022年は、開幕から先発出場、代打、代走、守備固めをこなす。8月6日の中日戦でライデル・マルティネスから右腕に死球を受け、名古屋市内の病院で検査したところ右上腕骨の骨折と診断され登録抹消となる。しかし、患部が古傷と同じ場所だったことから、再び横浜市内の病院で検査したところ、骨挫傷という診断で動いても大丈夫だと判断され、8月11日に新型コロナウイルスで登録抹消となった大田泰示の代替指名選手として抹消から10日待たずに一軍に再登録された。最終的に自身最多となる104試合に出場し、打率.254、1本塁打13打点、5盗塁と自己最高の打撃成績を記録。そのうち、43試合に先発出場した。クライマックスシリーズ終了後の契約更改で、1300万円増の3500万円（推定）でサイン、メキシコ・ウィンターリーグへの派遣を行う関係から、契約更改12球団一番乗りとなった。
2023年は2年ぶりに開幕スタメンに選ばれたがノーヒットに終わり残りの二戦は守備のみでの出場になったが、次戦の対巨人初戦に代打でシーズン初安打を記録すると次の試合でスタメンに復帰、その後は快打を連発しチーム上昇に大きく貢献。4月25日に行われた対ヤクルト戦（横浜）で、7回裏に右中間へ放った打球を追っていた外野手のドミンゴ・サンタナと太田賢吾が交錯し両者とも倒れ込み、ランニング本塁打となった。前半好調を維持し7月頭まで打率3割をキープしていたが、初のレギュラー出場の連続で次第に疲れが見え始め、成績が下降した。それでも最終的には140試合に出場し、打率.261、本塁打4、打点31、盗塁11の成績を残し、自身初の年間規定打席をクリアしキャリアハイの成績を記録。特に盗塁数はチームトップ（唯一の2桁盗塁）だった。10月23日に行われた契約更改では2600万円増の推定年俸6100万円で合意。シーズンオフには再びメキシコのウインターリーグに参加。ヤキス・デ・オブレゴン所属として42試合に出場し、打率.345で日本人選手として初めて首位打者となった。
2024年は新人の度会隆輝や3年目の梶原昂希がオープン戦で猛アピールをし、開幕スタメンの座を奪われた。その後はコンスタントに出場機会を得ていたが、いずれも前年を下回る79試合の出場で、打率.227、4打点に終わった。同年の日本シリーズでも資格者名簿には記載されたが、出場機会はなかった。オフに750万円減の推定年俸5350万円で契約を更改した。

## 選手としての特徴

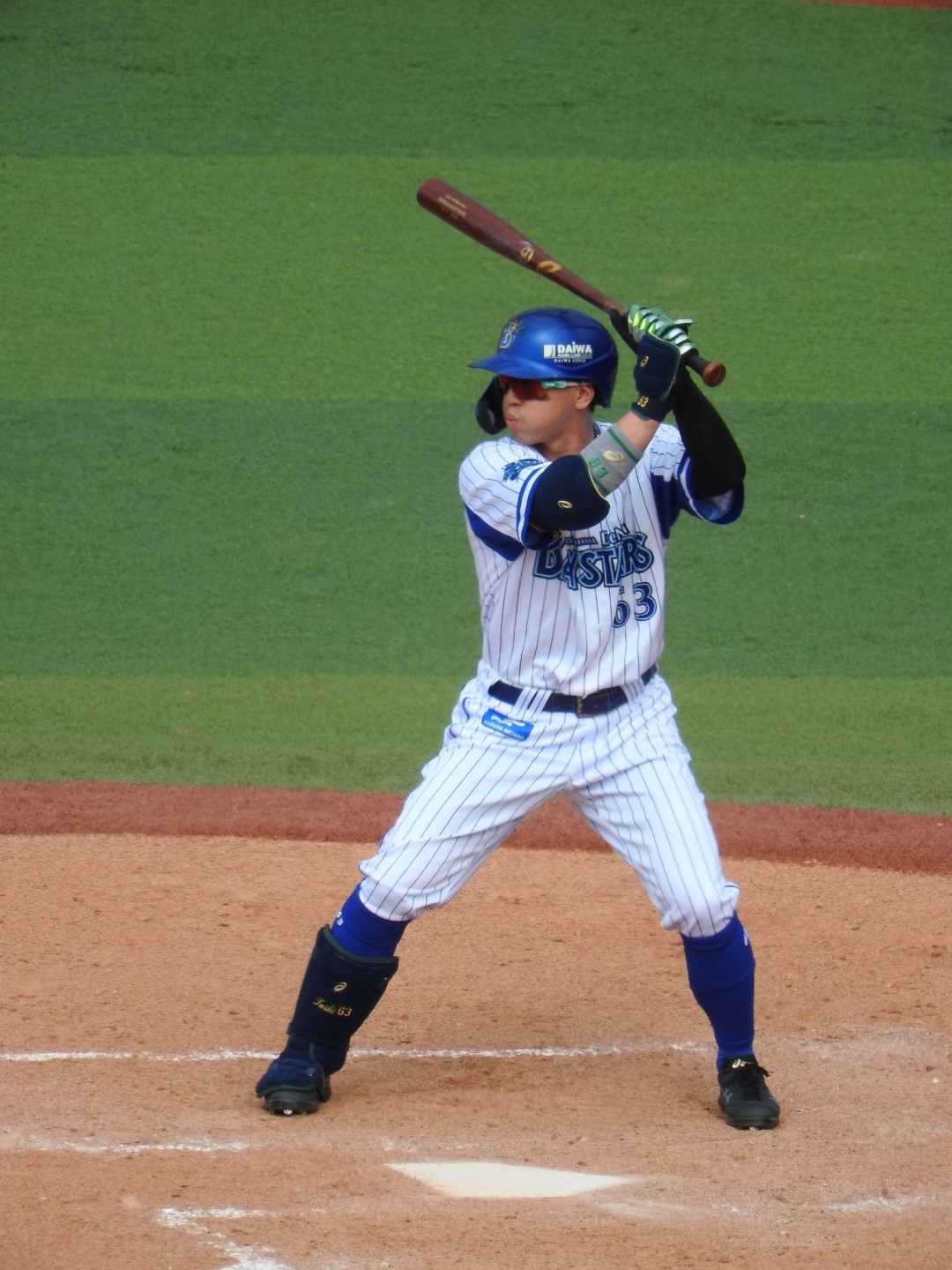
関根の打撃フォーム

50メートル走5秒台の脚力と遠投115メートルの強肩、さらに高い野球センスを併せ持つ。比較的小柄な体格ながら、高校2年生の秋以降は長打力を急速に開花させ「掛布雅之の再来」と称されるまでになった。DeNAへの入団後は、「愛知県出身」「走攻守が揃った左打ちの外野手」「高校からのドラフト下位指名でプロ野球選手としてのキャリアをスタート」などといった点でイチローと共通していることから、当時の一軍監督・中畑清からイチローを超える選手になることを期待されていた。
左打者でありながら左投手と相性が良く、対左投手のときに代打として送られることもある。

## 人物
- 名前の「大気」は、「空気が人にとって大切なように、周りから必要とされる存在になって欲しい」という願いを込めて付けられたという[10]。
- 母親の方針で、小学6年生時に山村留学として半年間、家族揃って鹿児島県で暮らしていた[43]。
- 名古屋市名東区にある東邦高校への入学直後は、高校から電車で1時間以上かかる愛知県春日井市で、実母や妹と一緒に生活。しかし、大気を女手一つで育ててきた実母の決断で、1年生の夏前に高校から自転車で10分圏内へ転居。2年生の秋から本塁打を量産するようになったのは、この転居によって練習時間を増やせたことも背景にあったとされる[4]。
- 横浜DeNAへの入団後には、同期入団の新人選手でただ1人、合宿所（神奈川県横須賀市）の自室にテレビを持ち込まなかった。また、母子家庭で育ったことから、妹の学費などを捻出する目的で1か月の生活費を6万円と決めている[4]。
- 2016年のオープン戦で脱臼してから食生活を改め、肉類や小麦粉、揚げ物、乳製品、人工甘味料を避け、玄米や魚類、サラダを摂り、タンパク質は植物性のプロテインで補うというストイックな食事法に取り組んでいる[24][44]。
- 接した誰もが口を揃えて言うほど、真面目で誠実な人物[45]。
- 努力家であり、プロ入り後もチーム屈指の練習量をこなしている[46]。
- 2020年1月　横浜赤レンガ倉庫と京都KICK にて 絵本アニメクリエイター twotwotwoと一緒に絵本を作り企画展「振り続ける展」を行った。
- 2021年1月に、中学の1学年後輩だった女性と結婚[47]、2021年秋に第一子となる長男が誕生している。2024年9月には第二子が誕生している[48]。
- 2024年秋より、横浜市磯子区内で児童発達支援・放課後等デイサービス「グローブ」を立ち上げ、福祉事業を始めた[49]。

### 自身への誹謗中傷に関する騒動
2024年4月26日に行われた読売ジャイアンツ戦（横浜スタジアム）にて、自身の死球判定を巡って巨人の監督・阿部慎之助がビデオ判定を求めるも判定は覆らず、続く度会隆輝が満塁本塁打を放ったことで、巨人はこの試合に敗北、不快に感じた巨人ファンの一部が関根に対する悪質な誹謗中傷をX上に投稿する、という出来事が起こった。試合後、このプレーに関してSNSで死球のアピールに対して理解を求め、また「誹謗中傷に関してはよく来ます」とも記し、実態を明かした。関根はこの事態を重く受け取り、X社に対して情報開示命令申立を請求し、8月15日にこれが認められたことを発表した。また「開示仮処分命令対象投稿一覧」を公開し、対象の投稿者またはその関係者に代理人の弁護士へ連絡するよう伝えた。結果としては8件中8件すべての請求が認められており、そのうち1件は既に投稿者と連絡が取れていることを明かした。この一連の騒動について、「今回公にしておりますが、アカウントの方たちへの誹謗中傷はなしでお願いしたいです。誹謗中傷はなくしていきましょう、という声掛けをして頂けたらと思います」とコメントを残した。その後、一連の裁判の結果や受け取った示談金の金額を公開した。10月11日現在では開示手続きと示談交渉の末に既に5件の示談が成立しており、示談金は1人最大90万円で、5人で総額415万円にのぼるという。なお、この示談金は裁判費用や開示請求に必要となった金額を除き、認定NPO法人に寄附された。
一連の流れを世間に公開した理由について、「誹謗中傷の実態がどんなものか、そして誹謗中傷をした人がどうなるのかを世の中の方たちに認知して欲しかった。その中で、中傷に苦しむ人も、一時的な感情で中傷をしてしまって後悔する人も減らしたいと思った」としている。

## 詳細情報

### 年度別打撃成績
| 年 度      | 球 団      | 試 合 | 打 席 | 打 数 | 得 点 | 安 打 | 二 塁 打 | 三 塁 打 | 本 塁 打 | 塁 打 | 打 点 | 盗 塁 | 盗 塁 死 | 犠 打 | 犠 飛 | 四 球 | 敬 遠 | 死 球 | 三 振 | 併 殺 打 | 打 率 | 出 塁 率 | 長 打 率 | O P S |
| ---------- | ---------- | ----- | ----- | ----- | ----- | ----- | -------- | -------- | -------- | ----- | ----- | ----- | -------- | ----- | ----- | ----- | ----- | ----- | ----- | -------- | ----- | -------- | -------- | ----- |
| 2014       | DeNA       | 3     | 13    | 12    | 1     | 3     | 0        | 0        | 0        | 3     | 0     | 1     | 0        | 0     | 0     | 0     | 0     | 1     | 3     | 0        | .250  | .308     | .250     | .558  |
| 2015       | DeNA       | 55    | 159   | 144   | 14    | 32    | 2        | 5        | 1        | 47    | 10    | 8     | 3        | 6     | 1     | 8     | 0     | 0     | 22    | 1        | .222  | .261     | .326     | .588  |
| 2016       | DeNA       | 70    | 106   | 98    | 15    | 20    | 1        | 1        | 0        | 23    | 7     | 4     | 4        | 4     | 0     | 2     | 0     | 2     | 18    | 0        | .204  | .235     | .235     | .470  |
| 2017       | DeNA       | 29    | 20    | 19    | 4     | 3     | 0        | 0        | 0        | 3     | 1     | 0     | 0        | 0     | 0     | 1     | 0     | 0     | 5     | 0        | .158  | .200     | .158     | .358  |
| 2018       | DeNA       | 29    | 26    | 25    | 4     | 7     | 2        | 1        | 0        | 11    | 3     | 2     | 2        | 1     | 0     | 0     | 0     | 0     | 6     | 0        | .280  | .280     | .440     | .720  |
| 2019       | DeNA       | 32    | 27    | 26    | 2     | 1     | 1        | 0        | 0        | 2     | 0     | 0     | 0        | 0     | 0     | 1     | 0     | 0     | 6     | 1        | .038  | .074     | .077     | .151  |
| 2021       | DeNA       | 103   | 139   | 124   | 17    | 28    | 6        | 0        | 1        | 37    | 4     | 2     | 0        | 5     | 0     | 9     | 0     | 1     | 27    | 2        | .226  | .284     | .298     | .582  |
| 2022       | DeNA       | 104   | 225   | 201   | 28    | 51    | 7        | 1        | 1        | 63    | 13    | 5     | 5        | 10    | 2     | 9     | 0     | 3     | 31    | 2        | .254  | .293     | .313     | .606  |
| 2023       | DeNA       | 140   | 532   | 482   | 69    | 126   | 17       | 3        | 4        | 161   | 31    | 11    | 3        | 16    | 1     | 29    | 1     | 4     | 53    | 5        | .261  | .308     | .334     | .642  |
| 2024       | DeNA       | 79    | 142   | 128   | 14    | 29    | 2        | 0        | 0        | 31    | 4     | 2     | 3        | 1     | 0     | 11    | 0     | 2     | 19    | 2        | .227  | .298     | .242     | .540  |
| 通算：10年 | 通算：10年 | 644   | 1389  | 1259  | 168   | 300   | 38       | 11       | 7        | 381   | 73    | 35    | 20       | 43    | 4     | 70    | 1     | 13    | 190   | 13       | .238  | .285     | .303     | .587  |

- 2024年度シーズン終了時

### 年度別守備成績
| 年 度 | 球 団 | 外野  | 外野  | 外野  | 外野  | 外野  | 外野     |
| 年 度 | 球 団 | 試 合 | 刺 殺 | 補 殺 | 失 策 | 併 殺 | 守 備 率 |
| ----- | ----- | ----- | ----- | ----- | ----- | ----- | -------- |
| 2014  | DeNA  | 3     | 6     | 0     | 0     | 0     | 1.000    |
| 2015  | DeNA  | 45    | 63    | 2     | 1     | 1     | .985     |
| 2016  | DeNA  | 59    | 58    | 0     | 0     | 0     | 1.000    |
| 2017  | DeNA  | 22    | 6     | 0     | 0     | 0     | 1.000    |
| 2018  | DeNA  | 20    | 10    | 0     | 0     | 0     | 1.000    |
| 2019  | DeNA  | 26    | 9     | 0     | 0     | 0     | 1.000    |
| 2021  | DeNA  | 65    | 44    | 2     | 1     | 0     | .979     |
| 2022  | DeNA  | 75    | 107   | 3     | 3     | 0     | .973     |
| 2023  | DeNA  | 137   | 222   | 4     | 2     | 2     | .991     |
| 2024  | DeNA  | 72    | 80    | 4     | 1     | 0     | .988     |
| 通算  | 通算  | 524   | 605   | 15    | 8     | 3     | .987     |

- 2024年度シーズン終了時
- 各年度の太字はリーグ最高

### 記録
初記録
- 初出場・初先発出場：2014年10月4日、対読売ジャイアンツ24回戦（東京ドーム）、「1番・右翼手」で先発出場
- 初打席・初安打：同上、1回表に小山雄輝から中前安打
- 初本塁打・初打点：2015年3月27日、対読売ジャイアンツ1回戦（東京ドーム）、9回表に澤村拓一から右越ソロ
- 初盗塁：2014年10月7日、対東京ヤクルトスワローズ24回戦（明治神宮野球場）、3回表に二盗（投手：小川泰弘、捕手：中村悠平）

その他の記録
- オールスターゲーム出場：1回（2023年）

### 背番号
- 52（2014年の入団発表時のみ[8]）
- 63（2014年[9] - ）

### 登場曲
- 「ひとりじゃない」DUFF 奇数打席（2014年 - ）、チャンス時（2023年 - ）
- 「HERO」DUFF 偶数打席（2019年 - ）